# Bombus lemniscatus
Bombus lemniscatus (saknar svenskt namn) är en insekt i överfamiljen bin (Apoidea) och släktet humlor (Bombus) som lever i Centralasien.

## Bekrivning
Bombus lemniscatus är en liten humla med medellång tunga: Drottningen är mellan 16 och 18 mm lång, hanarna och arbetarna 10 till 12 mm. Humlan har svart huvud, mellankroppens främre del är vit, större delen av den bakre delen är svart, och bakkanten vanligen vit. Den första tergiten är vit, den andra gul och resten orange, med svarta sidor på tergit 3 och 4. Det finns en mörkare form med inblandning av svarta hår på mellankroppens ljusa bakkant, och med en svart framkant på den tredje, orangefärgade tergiten. Denna form har också svart bakkroppsspets.

## Ekologi
Arten är vanlig på hög höjd. Åtminstone i Kashmir vistas den över trädgränsen på 3 000 meter. Den samlar nektar och pollen framför allt från växtsläktena amaryllisväxter, korgblommiga växter, kaprifolväxter, ärtväxter, ranunkelväxter, flenörtsväxter och vänderotsväxter.

## Utbredning
Bombus lemniscatus är framför allt en tibetansk art. Förutom i Tibet har den setts i Kashmir, Uttarakhand, Sikkim och Arunachal Pradesh i Indien, i Nepal, Bhutan samt Qinghai och Sichuan i Kina.